# Sophie de Vries-de Boer

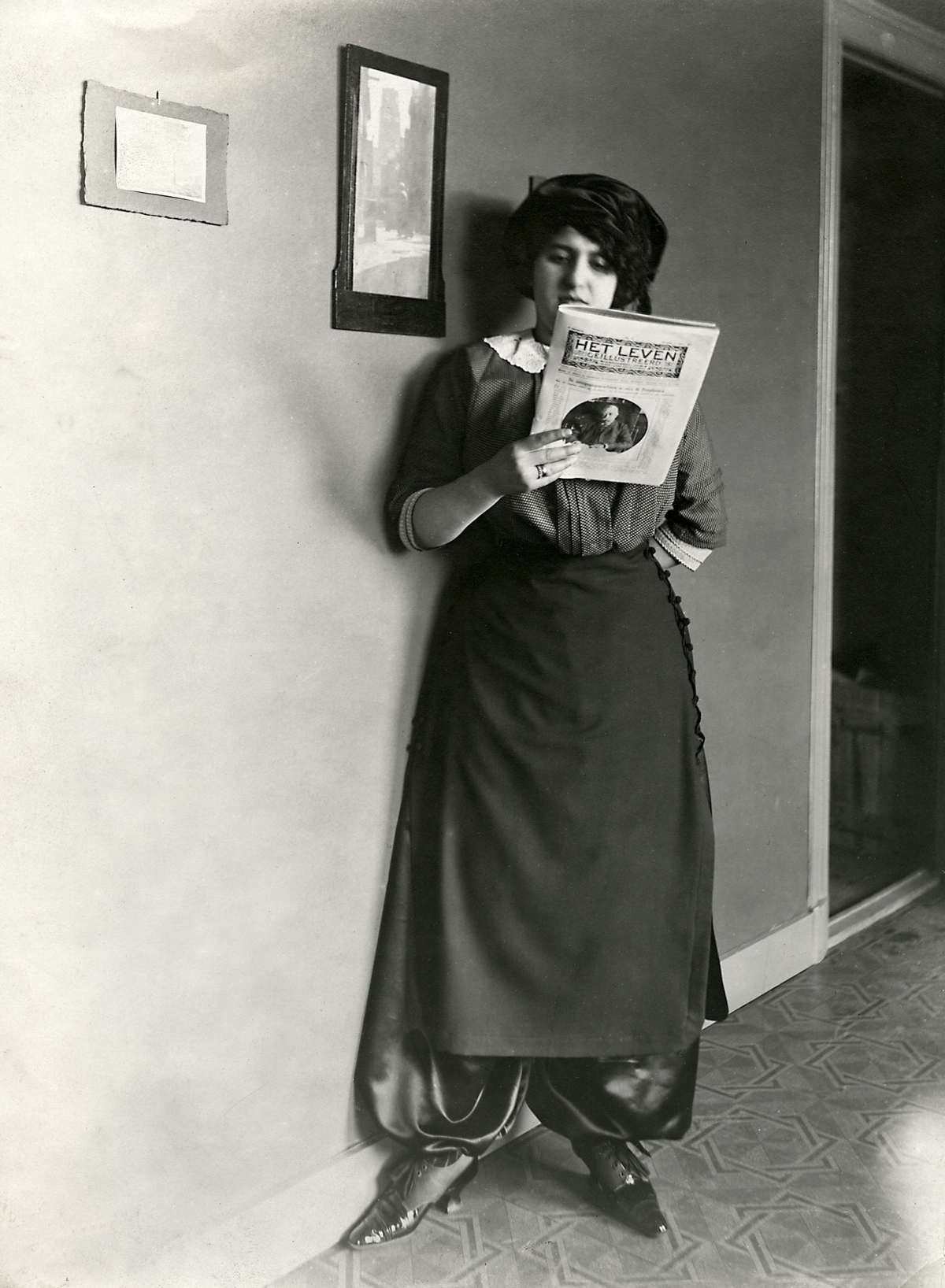
Sophie de Vries (1911)

Sophie Adriana Juliette de Vries de Boer (* 19. Juni 1882 in Rotterdam; † 11. Februar 1944 im KZ Auschwitz-Birkenau) war eine niederländische Schauspielerin.

## Leben
Sophie de Boer war eine Tochter der Schauspielerin Esther de Boer-van Rijk. Schon im Alter von zwölf Jahren spielte sie bei der Nederlandsche Tooneelvereeniging Theater und blieb, auch nachdem sie 1901 die Schauspielschule absolviert hatte, bis 1907 bei diesem Theater. Sie heiratete Hartog de Vries (1881–1944) und hatte erst nach einer Unterbrechung wegen Mutterschaft ab 1923 wieder Engagements an verschiedenen niederländischen Bühnen. 1934 hatte sie eine Rolle in dem Film Op hoop van zegen nach dem gleichnamigen Bühnenstück von Herman Heijermans, ihre Mutter spielte die Hauptrolle.
In der Zeit der deutschen Besetzung der Niederlande durfte sie ab 1940 aus rassistischen Gründen nur noch am Jüdischen Kleinkunsttheater der Joodsche Schouwburg in Amsterdam auftreten. Sie und ihr Mann wurden verhaftet und im Februar 1944 in das Konzentrationslager Auschwitz-Birkenau deportiert, wo beide umgebracht wurden.
Ihr Sohn Martijn de Vries (1913–1943) wurde im April 1943 im Vernichtungslager Sobibor umgebracht. Ihre Tochter Hesje de Vries (1905–1968) überlebte den Holocaust.